# Калахео (Хаваји)
Калахео (енгл. Kalaheo) насељено је место за статистичке потребе у америчкој савезној држави Хаваји. По попису становништва из 2010. у њему је живело 4.595 становника.

## Демографија
Према попису становништва из 2010. у граду је живело 4.595 становника, што је 682 (17,4%) становника више него 2000. године.
| Група             | 2000.         | 2010.         |
| Белци             | 1.467 (37,5%) | 1.846 (40,2%) |
| Афроамериканци    | 9 (0,2%)      | 18 (0,4%)     |
| Азијати           | 1.160 (29,6%) | 1.170 (25,5%) |
| Хиспаноамериканци | 451 (11,5%)   | 491 (10,7%)   |
| Укупно            | 3.913         | 4.595         |